# Platycladus orientalis

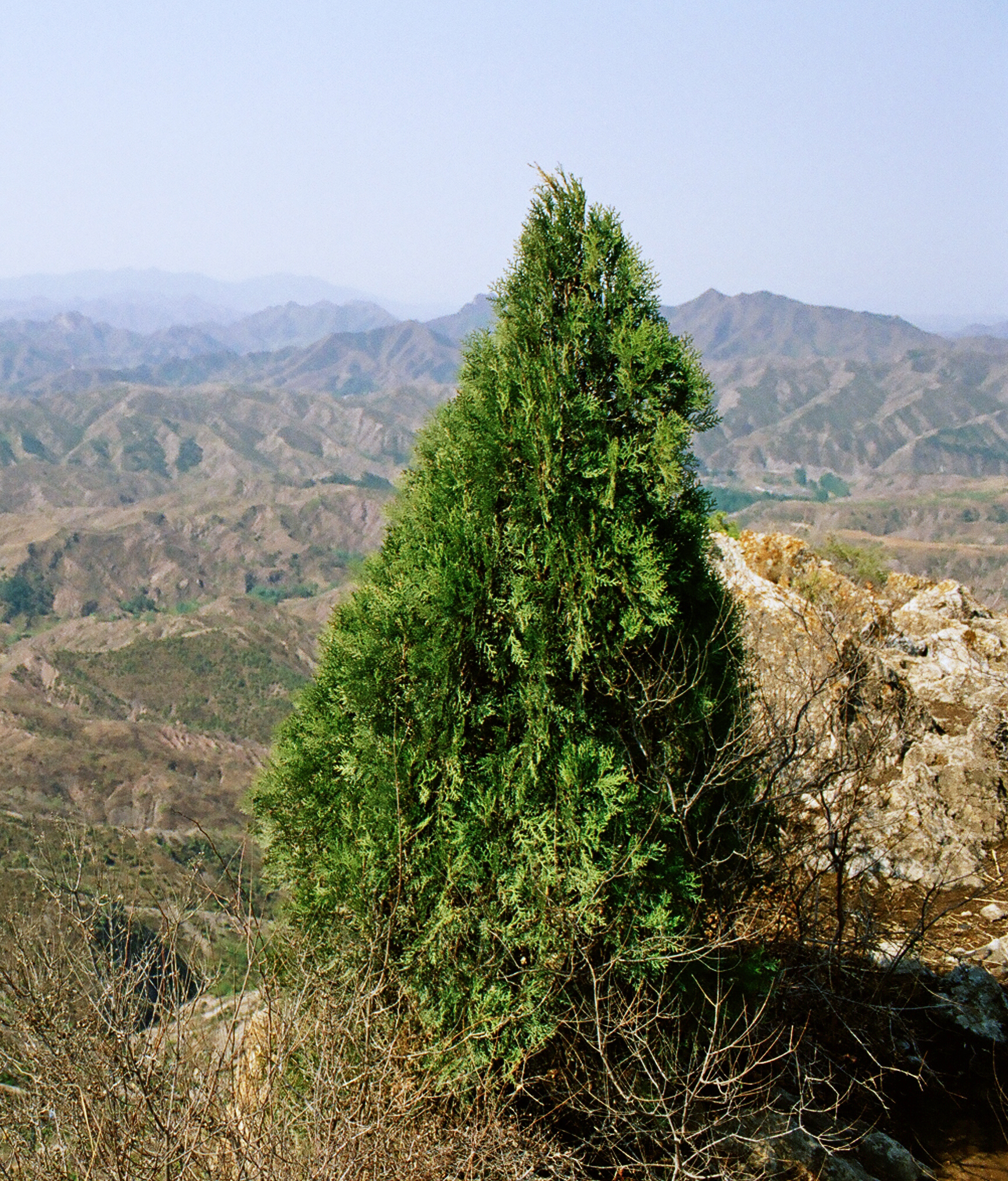
Vista general en su hábitat natural en China.

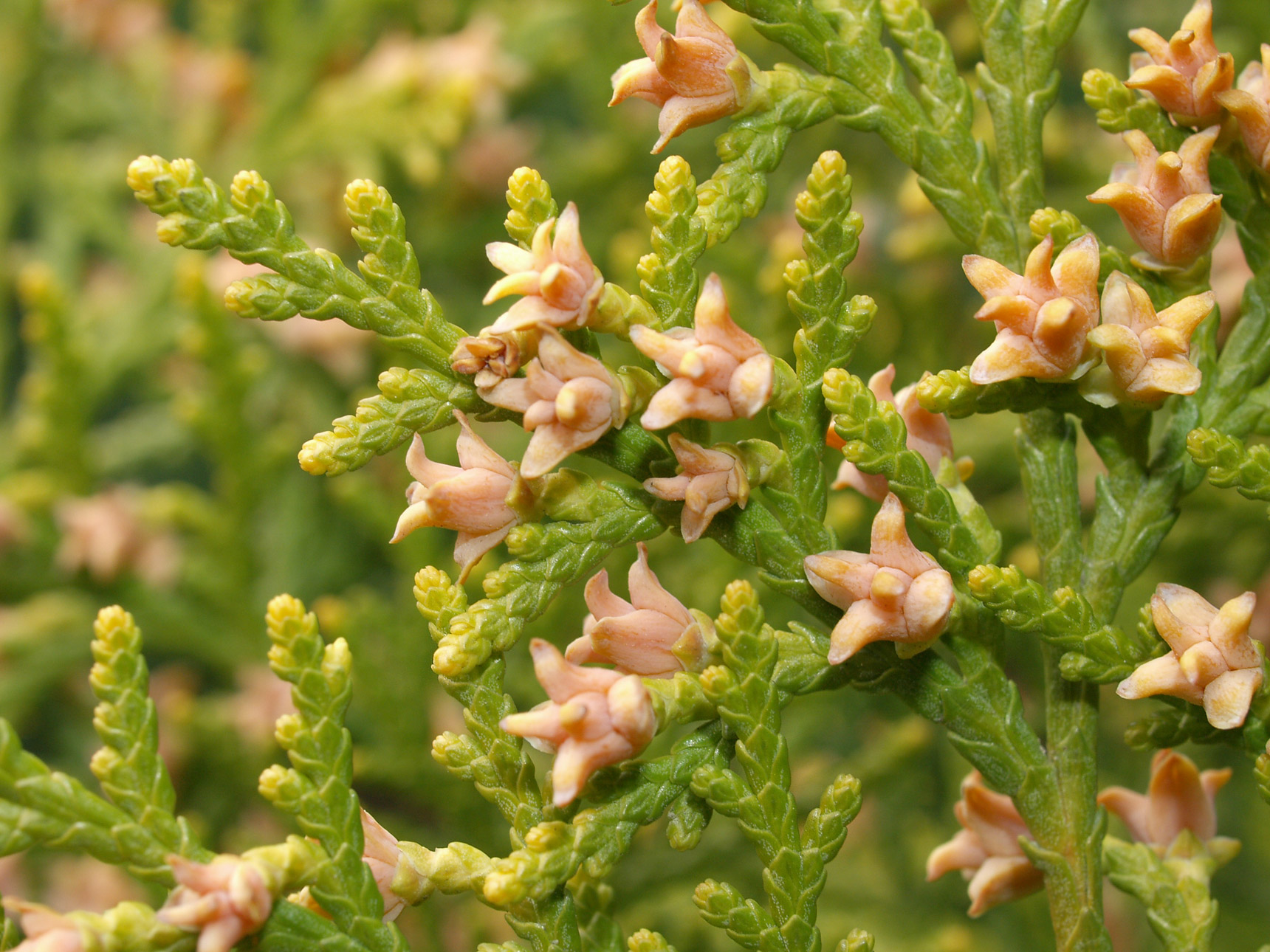
Conos femeninos muy inmaduros.

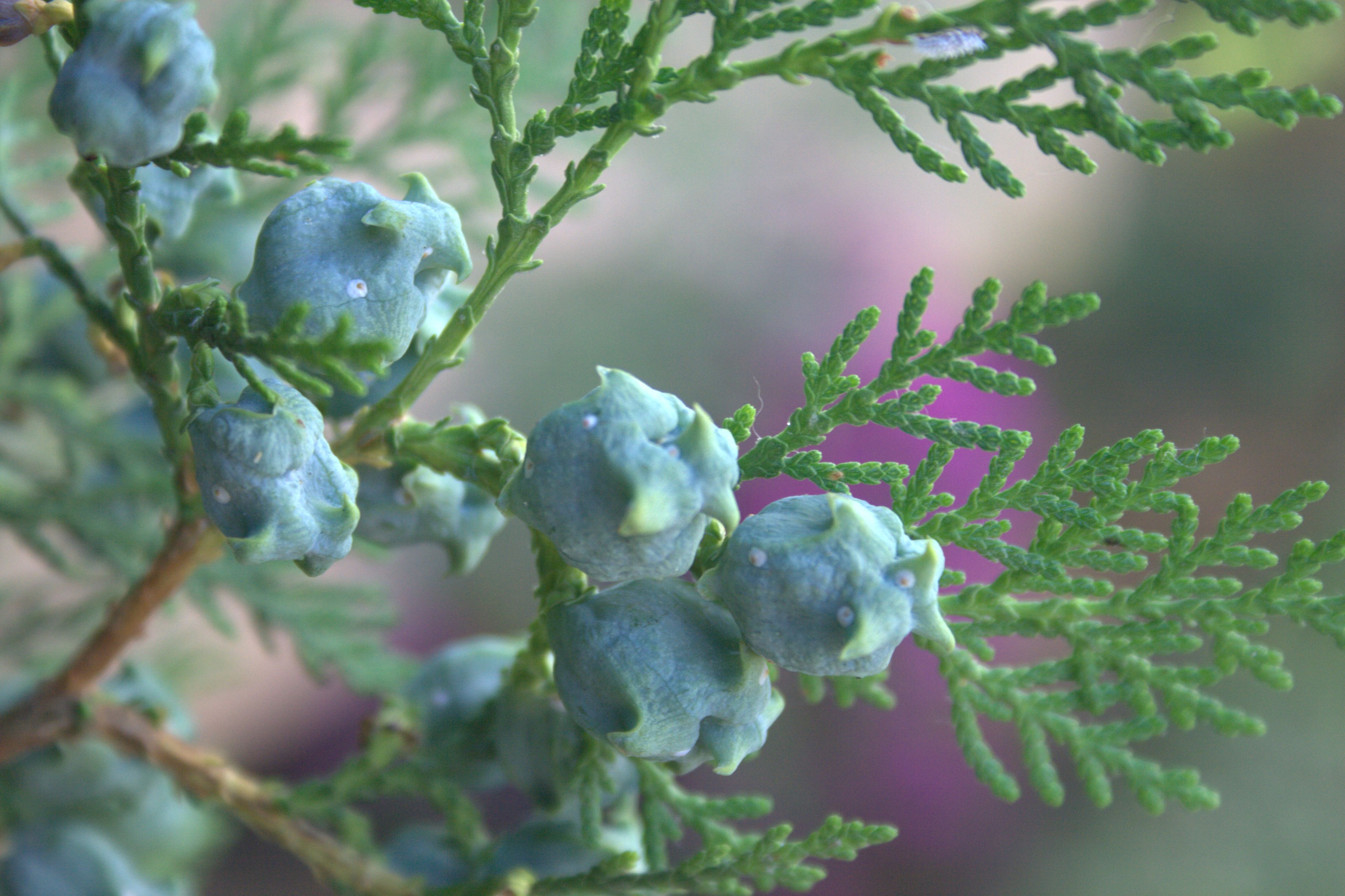
Conos femeninos casi maduros.

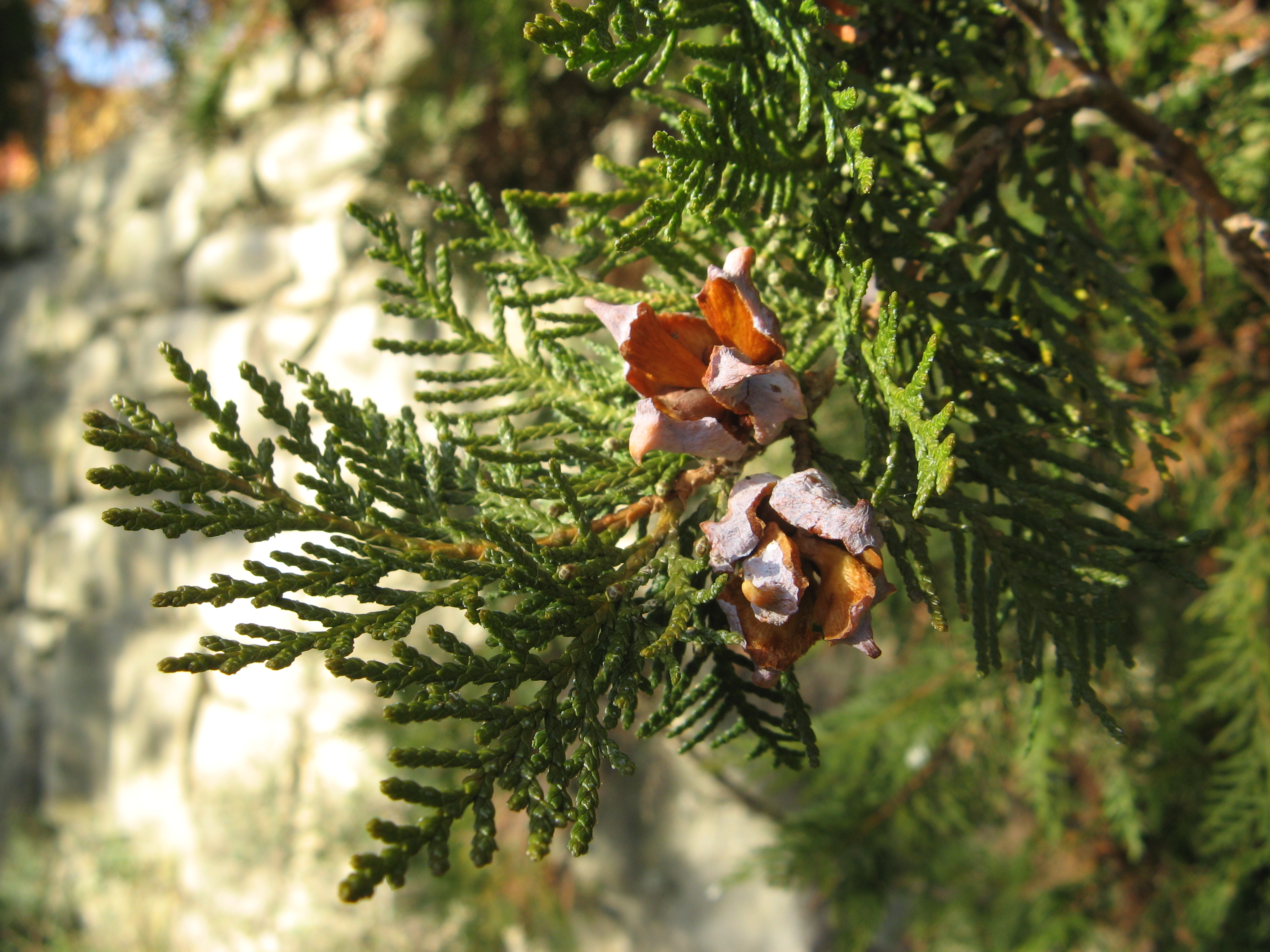
Conos femeninos maduros y abiertos in situ.

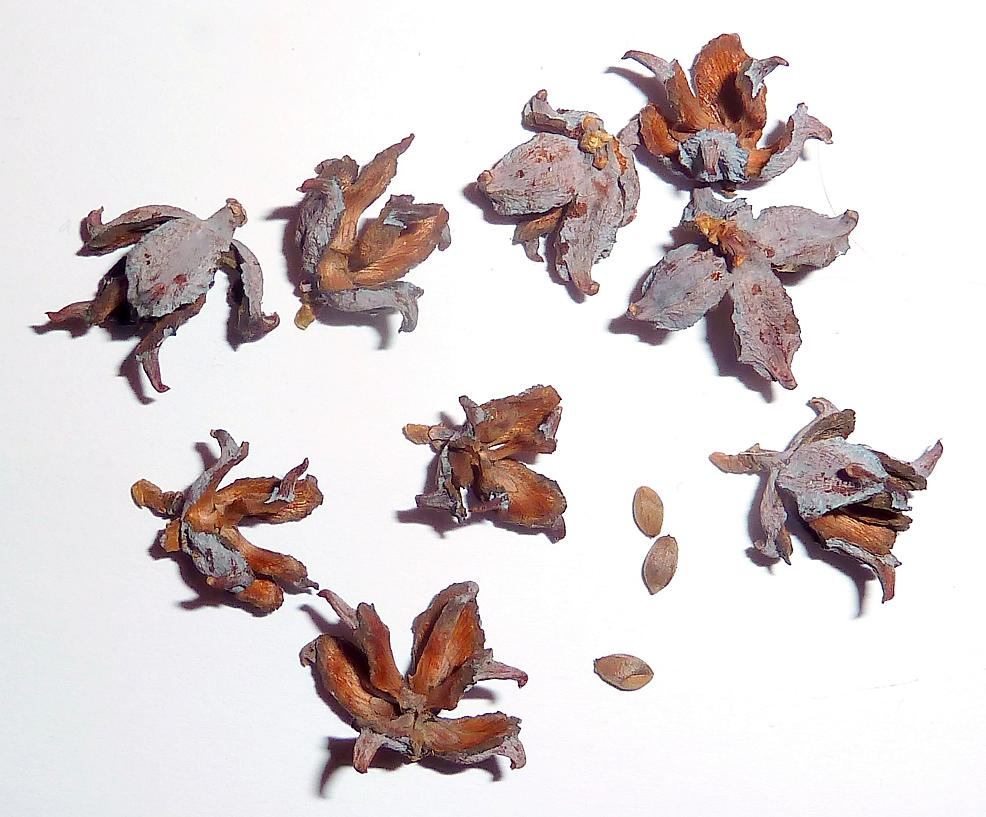
Conos femeninos maduros abiertos y semillas sueltas.

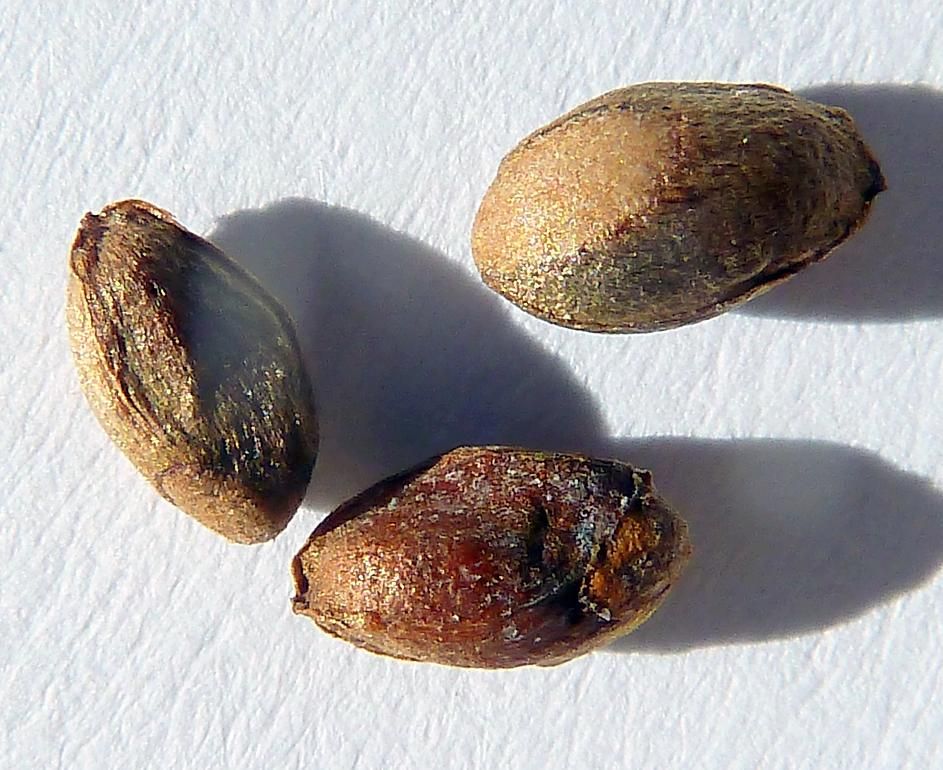
Semillas sueltas.

Platycladus orientalis, la tuya oriental o árbol de la vida, es una especie arbórea de la familia de las Cupresáceas, única especie aceptada del género Platycladus.

## Descripción
Es un árbol de hoja perenne que llega a los 20-30m de altura y 1 m de diámetro de tronco (excepcionalmente 35 m de altura y 2 m de diámetro en muy viejos ejemplares). Es de copa estrecha y cónica cuando joven y algo más ancha cuando envejece. Las ramas son relativamente cortas, laxamente dispuestas y, habitualmente, bruscamente dirigidas hacia arriba, y la corteza, parduzca, se desprende en estrechas tiras verticales. Las ramillas son comprimidas y están dispuestas en planos verticales. Las hojas, dispuestas en 4 filas, son escuamiformes, carnosas, opuestas, decusadas, truncadas, imbricadas cuando adultas, algo curvadas hacia dentro, de color verde uniforme y con una glándula resinifera en el envés. Los conos femeninos, de color rosa-asalmonado y más tarde azulado-verdosos cuando inmaduros, centimétricos y de maduración anual, son ovalados con 6-8 escamas aplanadas, espesas, coriáceas y provistas de un gancho apical. Dicho cono es dehiscente a la madurez, cuando se torna pardo-canela, y libera unas 6 semillas ovoideo-trigonoidas pardo-rojizas o pardo-grisáceas de 5-7 por 3-4 mm finamente arrugadas, de ápice algo acuminado, con una ligera carena dorsal y una mancha blanquecina basal y son generalmente ápteras (cuando tienen alas, estas son extremadamente estrechas). Dichas semillas provienen solo de las 2 escamas medianas proximales bi-seminadas y del par de escamas medianas distales uni-seminadas, las otras escamas estando estériles

## Distribución
Es nativo de China, pero es delicado distinguir las zonas de donde son nativos con seguridad de aquellas en donde han sido introducidos. Ampliamente distribuido por Manchuria, este de Rusia, Corea, Japón, India e Irán. También cultivado en muchas partes del mundo en parque y cementerios y para setos.

## Etimología
- Platycladus: Vocablo compuesto del prefijo griego platy, de πλατος, ancho, llano, plano y κλάδόος, rama, ramita o sea "de ramas planas", en alusión a sus ramitas de desarrollo plano vertical.
- orientalis: Epíteto Latín de sentido evidente, oriental, aludiendo a su origen chino.

### Sinónimos
- Biota chengii (Bordères & Gaussen) Bordères & Gaussen
- Biota coraeana Siebold ex Gordon
- Biota dumosa Carrière
- Biota elegantissima Beissn.
- Biota ericoides Carrière
- Biota excelsa Gordon
- Biota falcata Carrière
- Biota fortunei Carrière
- Biota freneloides Gordon
- Biota funiculata Gordon
- Biota glauca Carrière
- Biota gracilifolia Knight
- Biota intermedia Gordon
- Biota japonica Siebold ex Gordon
- Biota macrocarpa Gordon
- Biota meldensis M.A.Lawson ex Gordon
- Biota nepalensis Endl. ex Gordon
- Biota orientalis (L.) Endl. y todos sus taxones infraespecíficos
- Biota pendula (Thunb.) Endl.
- Biota prostrata Gordon
- Biota pyramidalis Carrière
- Biota semperaurescens Beissn.
- Biota stricta (Spach) Lindl. & Gordon
- Biota tatarica Lindl. & Gordon
- Biota variegata Gordon
- Biota wareana Gordon
- Biota zuccarinii Siebold ex Carrière
- Chamaecyparis decussata Carrière
- Chamaecyparis glauca Carrière
- Cupressus filiformis Beissn.
- Cupressus pendula Thunb.
- Cupressus thuja O.Targ.Tozz.
- Cupressus thuya O.Targ.Tozz. orth. var.
- Juniperus ericoides Carrière
- Platycladus chengii (Bordères & Gaussen) A.V.Bobrov
- Platycladus orientalis subsp. chengii (Bordères & Gaussen) Silba
- Platycladus stricta Spach
- Retinispora decurvata Carrière
- Retinispora decussata Gordon
- Retinispora ericoides Zucc. ex Gordon
- Retinispora flavescens Beissn.
- Retinispora juniperoides Carrière
- Retinispora recurvata Mast.
- Retinispora rigida Carrière
- Thuja acuta Moench
- Thuja antarctica Gordon
- Thuja argentea Carrière
- Thuja aurea Carrière nom. inval.
- Thuja australis Ten.
- Thuja chengii Bordères & Gaussen
- Thuja decora Salisb.
- Thuja dumosa Gordon
- Thuja elegantissima Gordon
- Thuja ericoides Carrière
- Thuja expansa Laws. ex K.Koch
- Thuja filiformis Lodd. ex Lindl.
- Thuja flagelliformis (Jacques) C.Lawson
- Thuja fortunei Carrière nom. inval.
- Thuja freneloides Carrière nom. inval.
- Thuja funiculata Gordon
- Thuja glauca Carrière
- Thuja gracilifolia Knight ex Parl. nom. inval.
- Thuja hybrida Carrière nom. inval.
- Thuja intermedia Gordon
- Thuja meldensis Quetier
- Thuja minor Paul ex Gordon
- Thuja monstrosa Gordon
- Thuja nepalensis Lodd. ex Carrière
- Thuja orientalis L., Sp. Pl., vol. 2, p. 1002, 1753 - basiónimo, y todos sus taxones infraespecíficos
- Thuja pendula (Thunb.) D.Don
- Thuja pygmaea Carrière nom. inval.
- Thuja pyramidalis Ten. y sus variedades
- Thuja semperaurea Beissn.
- Thuja semperaurescens K.Koch
- Thuja stricta Gordon
- Thuja tatarica Lodd. ex G.Don nom. inval.
- Thuja verschaffeltii Parl. nom. inval.
- Thuja zuccariniana Voss nom. inval.
- Widdringtonia glauca (Carrière) Carrière[1]

## Nombres comunes
- Castellano: ciprés de abanico, tuya, tuya oriental, árbol de la vida, árbol de la vida chino.[6] En cursiva el más habitual.